# А пароходы гудят и уходят…
«А пароходы гудят и уходят…» — советский производственный драматический фильм 1972 года, снятый режиссёром Рубеном Мурадяном на киностудии «Волгоград-телефильм». Фильм снят по мотивам рассказа писателя Евгения Шатько «Одно лето». Первая главная роль в кино Сергея Проханова.

## Сюжет
История разворачивается на борту одного из пароходов, ходившего между Волгоградом и Саратовом. Вера, влюблённая в холодного и замкнутого капитана, не обращающего на неё внимания, готова пойти на всё, чтобы быть вместе со своим любимым. Вот только часто её решения подводят другим людям. Например, 18-летнего Лёньку Комкова, влюблённого в неё, она чуть не довела до суда. Однако сама девушка, кажется, не знает, когда нужно остановиться, потому покидает пароход и отправляется за своим холодным капитаном.

## В ролях
- Сергей Проханов — Лёня Комков
- Антанас Габренас — Аверьян Степанович
- Галина Комарова — Вера
- Тамара Валасиади — Мария Игнатьевна
- Сергей Гурзо — Саня
- Светлана Жгун — Катя
- Валентин Зубков — Гурий Иванович
- Павел Винник — Сафроныч, старпом
- Евгения Бортко — мать Лёни
- Алексей Свекло — Артур
- Марина Сердюк — соседка Лёни Комкова

## Съёмки
Фильм снимала киностудия «Волгоград-телефильм», съёмки велись в городе Волгограде. В эпизодах снимались актёры Волгоградском театре драмы им. М. Горького, в частности, Иван Иванович Соломенцев — это его личный «Запорожец» постоянно не заводится во дворе дома по ул. Чуйкова; Михаил Кашкаев в роли капитана встречного парохода,Тамара Валасиади в роли жены капитана, а в роли диспетчера порта снялся директор картины работник «Волгоград-телефильм» Валентин Сомов.
В роли теплохода «Чайковский» — теплоход «Армавир» (проекта 576), но сцены в рубке и машинном отделении снимали на другой теплоходе (проекта 785), с более просторными помещениями, где могла поместится съёмочная группа с камерой.

## Критика
Фильм имел зрительский успех. А по признанию Сергея Проханова, исполнившую главную роль, именно после съёмок в «Пароходах» он испытал, что такое стать знаменитым.